# Joe Farrell

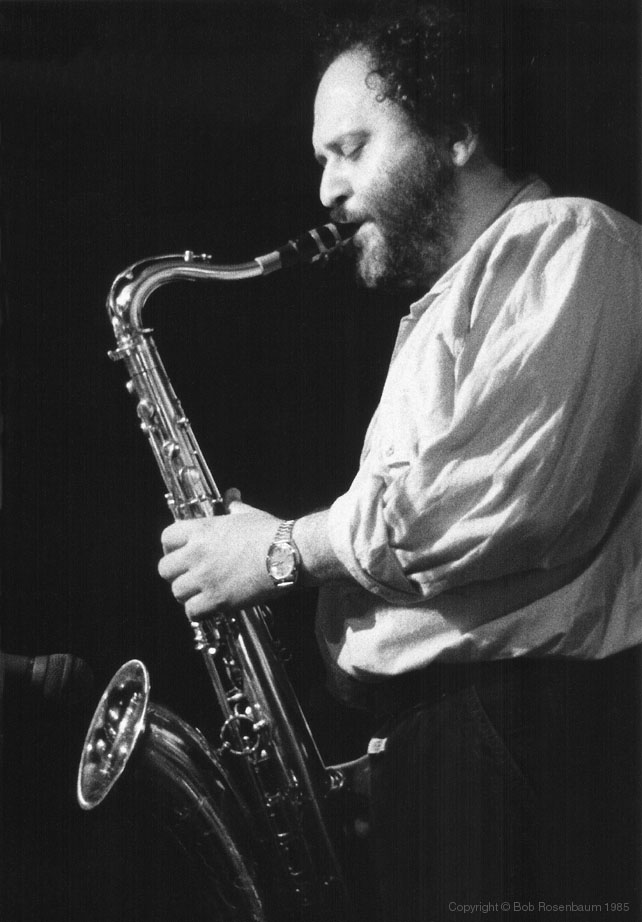
Joe Farrell (1985)

Joseph Carl Firrantello, auch Giuseppi Carl Firrantello (* 16. Dezember 1937 in Chicago Heights, Illinois; † 10. Januar 1986 in Los Angeles, Kalifornien) war ein US-amerikanischer Jazzmusiker (Tenor- und Sopransaxophon, Flöte).

## Biographie
Farrell begann im Alter von elf Jahren eine Klarinettenausbildung, mit sechzehn Jahren wechselte er zum Tenorsaxophon. Nach dem Studium an der University of Illinois ging er 1959 nach New York City. Dort gehörte er bis 1961 der Big Band von Maynard Ferguson an und arbeitete 1962 mit Slide Hampton. Er spielte Aufnahmen mit Charles Mingus, Dizzy Reece und Jaki Byard ein und gehörte zwischen 1966 und 1969 dem Thad Jones/Mel Lewis Orchestra und zwischen 1967 und 1970 der Combo von Elvin Jones an, zu hören auf Revival: Live at Pookie’s Pub. Als Sideman arbeitete er auch mit George Russell, Horace Silver, Woody Herman, Louis Hayes, Ray Barretto, Billy Cobham („Spectrum“, 1973), Chick Corea und „Return to Forever“, Pat Martino (1968), Antônio Carlos Jobim (1970), und Santana („Welcome“, 1973), Hubert Laws, Ron Carter.
Einer größeren Hörerschaft bekannt wurde Farrell als Mitglied der ursprünglichen Besetzung von Chick Coreas Fusion-Band „Return to Forever“. Außerdem spielte er Anfang der 1970er-Jahre eine Reihe von Alben für das Label CTI ein. Diese Aufnahmen, allen voran „Moon Germs“ von 1972, dokumentieren Energie und Sensibilität in seinem Spiel auf Sopran- und Tenorsaxophon und Querflöte, und werden von einigen zu den Klassikern der Epoche gezählt. Allerdings fanden diese Aufnahmen wenig Beachtung, trotz der hochkarätigen Sidemen wie Stanley Clarke am akustischen Bass, Herbie Hancock, Jack DeJohnette, Joe Beck, John McLaughlin und anderen. „Der oft unterbewertete, vor allem im Straight Ahead Jazz, weniger im Fusionkontext überzeugende Joe Farrell bestach durch seine Kraft auf dem Tenor, sein Swingfeeling auf dem Sopran und seine lyrische Stärke auf der Flöte.“
Seine Karriere wurde zunehmend durch Drogenkonsum beeinträchtigt. Farrell starb 1986 in Los Angeles an MDS.

## Diskografie (Titel unter eigenem Namen)
- Joe Farrell Quartet (1970) CTI 6003

(mit Chick Corea, John McLaughlin, Dave Holland, Jack DeJohnette, wiederveröffentlicht unter Song of the Wind)
- Outback (1971) CTI 6014

(mit Chick Corea, Buster Williams, Elvin Jones, Airto Moreira)
- Moon Germs (1972) CTI 6023

(mit Herbie Hancock, Stanley Clarke, Jack DeJohnette)
- Penny Arcade (1974) CTI 6034

(mit Herbie Hancock, Joe Beck, Herb Bushler, Steve Gadd, Don Alias)
- Upon This Rock (1974) CTI 6042

(mit Herbie Hancock, Joe Beck, Herb Bushler, Jim Madison, Don Alias, Steve Gadd)
- Canned Funk (1975) CTI 6058

(mit Joe Beck, Herb Bushler, Jim Madison, Ray Mantilla)
- Benson & Farrell (1976) CTI 6069

(mit George Benson, Eddie Daniels, David Tofani, Don Grolnick, Will Lee, Gary King, Andy Newmark, Sonny Bravo, Nicky Marrero, Jose Madera Jr., Michael Collaza)
- Night Dancing (1978) Warner Bros. Records

(mit Herbie Hancock, Lee Ritenour, Flora Purim, Harvey Mason, Airto Moreira, Michael Procaro u. a.)
- Skate Board Park (1979) Xanadu Records

(mit Chick Corea, Bob Magnusson, Larance Marable)
- Joe Farrell, Ronnie Foster, John McLaughlin, Stanley Clarke u. a., Fuse One (1980) CTI 9003, CD: Epic/Legacy 2003

(mit Larry Coryell, Ndugu Leon Chancler, Tony Williams, Lenny White, Don Grusin, Paulinho da Costa u. a.)
- Sonic Text (1980) Contemporary, Original Jazz Classics, Fantasy 1993

(mit Freddie Hubbard, George Cables, Tony Dumas, Peter Erskine)
- Joe Farrell with Art Pepper, West Coast RealTime Records, 1992, CD 1998

(mit George Cables, John Bentz, Tony Dumas)

## Lexikalische Einträge
- Carlo Bohländer, Karl Heinz Holler, Christian Pfarr: Reclams Jazzführer. 5., durchgesehene und ergänzte Auflage. Reclam, Stuttgart 2000, ISBN 3-15-010464-5; Dto. Auflage in 2 Bänden (Personen- und Sachteil) 1977 (Reclam)/1980 (Ed. Peters, Leipzig).
- Ian Carr, Brian Priestley, Digby Fairweather (Hrsg.): Rough Guide Jazz. ISBN 1-85828-137-7.
- Leonard Feather, Ira Gitler: The Biographical Encyclopedia of Jazz. Oxford University Press, New York 1999, ISBN 0-19-532000-X.
- Martin Kunzler: Jazz-Lexikon. Band 1: A–L (= rororo-Sachbuch. Bd. 16512). 2. Auflage. Rowohlt, Reinbek bei Hamburg 2004, ISBN 3-499-16512-0.